# Marijke Moser
Marijke Moser (geb. Van de Graaf; * 13. November 1946) ist eine ehemalige Schweizer Mittel- und Langstreckenläuferin niederländischer Herkunft.

## Sportlicher Werdegang
Bei den Olympischen Spielen 1972 in München schied sie über 1500 m im Vorlauf aus. 1973 wurde sie bei den Crosslauf-Weltmeisterschaften in Waregem Siebte.
1974 blieb sie als Zweite beim Marathon von Neuf-Brisach mit 2:59:24 h als erste Schweizerin unter drei Stunden.
1977 kam sie bei den Crosslauf-WM in Düsseldorf auf den 71. Platz. Beim Murtenlauf wurde sie die erste offizielle Siegerin. Bereits 1973 hatte sie heimlich teilgenommen, wurde jedoch kurz vor dem Ziel aus dem Rennen genommen, da Frauen der Start nicht gestattet war. Kurz danach gewann sie die Corrida Bulloise.
Im Jahr darauf lief sie bei den Crosslauf-WM in Glasgow auf Rang 51, wurde in 2:59:38 h erste Schweizer Marathonmeisterin und verteidigte ihren Titel beim Murtenlauf.
Fünfmal wurde sie Schweizer Meisterin im Crosslauf (1971–1975), dreimal über 1500 m (1972–1974), zweimal über 3000 m (1973, 1974).

1978 wurde sie in Schaffhausen die erste offizielle Schweizer Meisterin im Marathon in einer Zeit von 2:59:38 h, während auch ihr Mann das Rennen bei den Männern für sich entscheiden konnte.
Marijke Moser war mit dem Waffen- und Langstreckenläufer Albrecht Moser verheiratet. Ihre gemeinsame Tochter Mirja Jenni-Moser (* 1976) ist ebenfalls als Langstreckenläuferin erfolgreich.

## Bestzeiten
- 1500 m: 4:18,9 min, 26. Juli 1972, Papendal
- 3000 m: 9:14,8 min, 15. August 1974, Kopenhagen
- 10-km-Strassenlauf: 33:49 min, 19. Mai 1977, Broc FR
- Marathon: 2:59:24 h, 27. Oktober 1974, Neuf-Brisach